# La Haye-de-Routot
 La Haye-de-Routot  es una población y comuna francesa, en la región de la Normandía, departamento de Eure, en el distrito de Bernay y cantón de Bourg-Achard.

## Demografía
| 306 | 357 | 305 | 344 | 342 | 330 | 342 | 335 | 314 | 309 | 301 | 283 | 250 | 242 | 207 | 218 | 200 | 165 | 167 | 172 | 166 | 125 | 140 | 148 | 168 | 149 | 155 | 159 | 148 | 172 | 197 | 227 | 256 | 257 | 256 | 256 | 263 | 271 | 279 | 286 | 286 | 293 |
| Para los censos de 1962 a 1999 la población legal corresponde a la población sin duplicidades (Fuente: INSEE [Consultar]) |     |     |     |     |     |     |     |     |     |     |     |     |     |     |     |     |     |     |     |     |     |     |     |     |     |     |     |     |     |     |     |     |     |     |     |     |     |     |     |     |     |